# بویینگ ایکس-۴۵
بوئینگ ایکس-۴۵ (به انگلیسی: Boeing X-45) نام یک هواپیمای بدون سرنشین ساخت شرکت بوئینگ آمریکا است. پروژه ساخت این هواپیما زیر نظر دارپا و برای نیروی هوایی آمریکا قرار دارد.
بعد از جنگ جهانی دوم، انقلابی در صنعت هوافضا و تکنولوژی های وابسته به آن رخ داد. صنعت راداری به قدری پیشرفت کرد که دیگر شرکت‌های هواپیماسازی مجبور به ساخت هواپیماهای رادار گریز شدند ولی با این حال نیز به دلیل نواقص فنی و بسیاری از مشکلات دیگر باز هم تلفات داشتند. این تلفات در جنگ دو قسمت بود یکی تلفات مالی که حاصل از دست دادن هواپیما است. دومی که مهم تر از اولی است، تلفات جانی است که حاصل از دست رفتن خلبان و خدمه است. بارها در بسیاری از جنگ ها دیده ایم که خلبانان مطرح و مجرب تنها با اثابت یک موشک حتی وقت پرتاب هم نداشتند و جان خود را از دست داده اند.
در این راستا شرکت‌های هواپیماسازی شروع به ایجاد تکنولوژی خاصی کردند که دیگر احتیاجی به شخص یا اشخاص نداشته باشد در چنین صورتی در هر نیروی نظامی دیگر خبری از تلفات جانی نیست و مهم تر از آن در نیروهای نظامی مانند هوایی یا دریایی و حتی زمینی احتیاج به استخدام افراد کمتری است. گسترش این تفکر باعث پدید آمدن هواپیماهای بدون سرنشین شد. این هواپیماها از شاهکارهای همکاری مهندسان هوافضا و مهندسان گروه های الکترونیک کامپیوتری هستند و علاوه بر طراحی بسیار دقیق، احتیاج به هدایت از راه دور هم دارند.

پروژه ساخت ایکس-۴۵ را می توان حاصل ائتلاف دو ارگان عظیم آمریکا دانست. نیروی هوایی ایالات متحده آمریکا و مجمع تحقیقات پیشرفته دفاعی آمریکا که تصمیم به ساخت مدرن‌ترین هواپیمای بی‌سرنشین گرفتند بعد از مدتی رنگ و روی این پروژه بر ساخت یک هواپیمای بی‌سرنشین جنگی عوض شد. این هواپیمای بی‌سرنشین قادر است به راحتی از سخت ترین دیوارهای دفاعی دشمنان عبور کند و به سمت هدف پرواز کند. این پرواز با کمترین خطر انجام می شود زیرا با این که خلبان ندارد ولی از چندین کانال هدایتی راهنمایی می شود.
1. ↑  «Boeing: History -- Products - Boeing X-45 Joint Unmanned Combat Air System». web.archive.org. ۲۰۰۸-۰۳-۲۳. بایگانی‌شده از اصلی در ۲۳ مارس ۲۰۰۸. دریافت‌شده در ۲۰۲۴-۱۰-۲۹.